# История Мэна

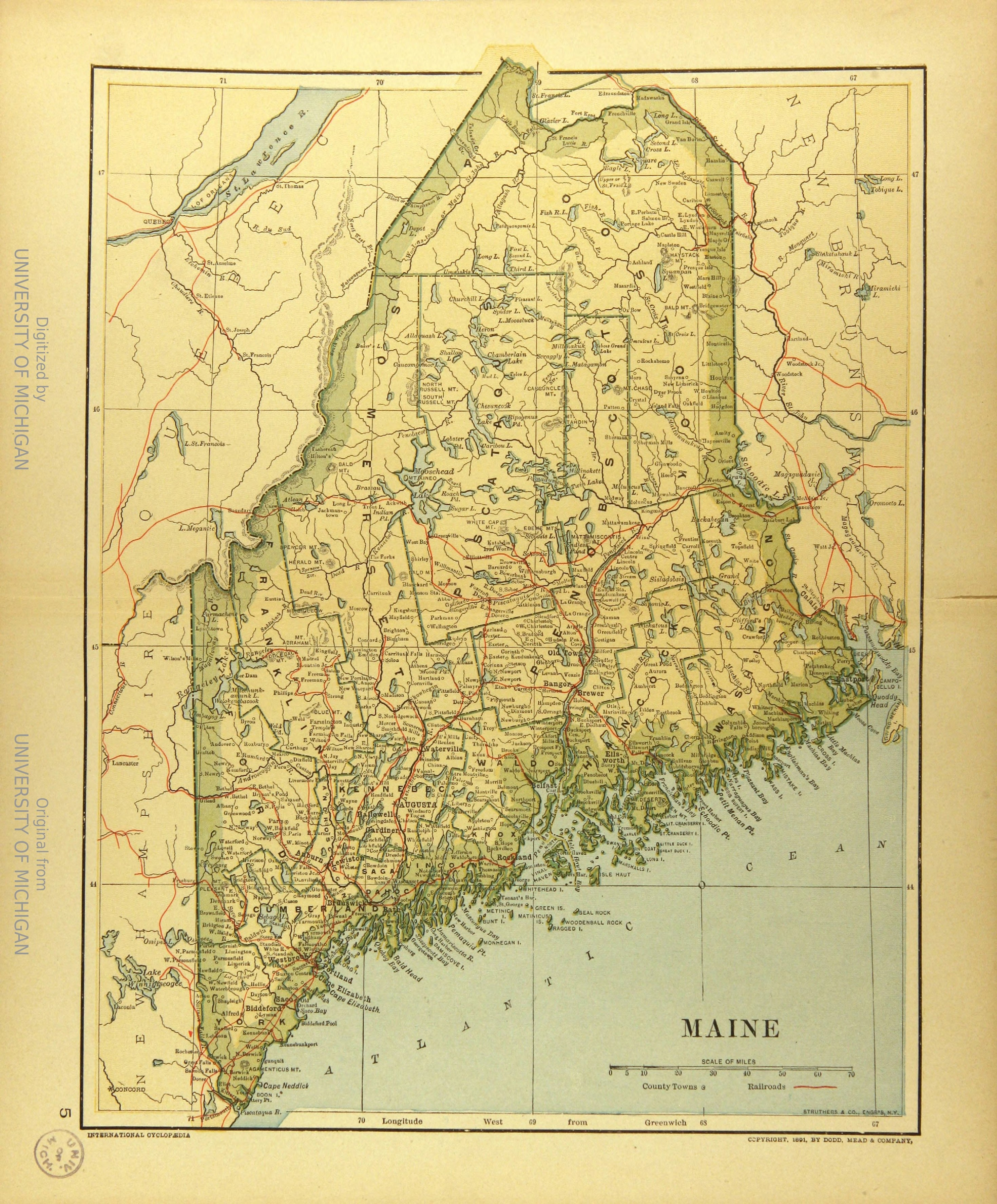
Мэн на карте 1894 года.

История штата Мэн насчитывает несколько тысячелетий, начиная с первые поселений человека, или же около 200 лет, если вести её отсчёт от формирования штата в 1820 году.
Происхождение название «Мэн» неизвестно. По одной версии, оно связано с французской исторической областью Мэн. По другой, оно впервые употреблялось переселенцами из Англии, жившими на островах и обозначавшими материковые земли как англ. main («англ. going to the main» — «отправиться на материк».

## История до контакта с европейцами
Древнейшая культура, существовавшая на территории Мэна (примерно между 3000 и 1000 до н. э.) была создана так называемыми Людьми Красной Краски, народа, населявшего побережье и известного захоронениями, в которых использовалась красная охра. После них на территории штата существовала культура Саскуэханна, впервые использовавшая керамику.
К моменту прибытия европейцев, современный Мэн был заселён индейскими народами вабанаки, говорящими на языках алгонкинской семьи. Известные племена вабанаки — абенаки, пассамакуодди и пенобскоты.

## Европейская колонизация
Первое европейское поселение на территории Мэна было основано в 1604 году французской экспедицией Самюэля де Шамплена. Французы назвали территорию Акадией. Позже в результате английской колонизации Акадия была сдвинута к северу, туда, где сейчас находятся канадские Приморские провинции. Тем не менее, в течение долгого времени французы через католических миссионеров сохраняли влияние на индейские племена на территории Мэна.
Английские колонисты, поддерживаемые Плимутской Компанией, впервые попробовали основать поселение (колония Поупхэм) на месте современного Филипсбурга, но затем оставили его.
Территория между реками Мерримак и Кеннебек впервые получила название провинции Мэн в 1622 году, когда англичане Фердинандо Горджес и Джон Мэйсон получили на неё патент. Они разделили территорию по реке Пискатака в 1629 году, в результате чего образовались провинция Нью-Гэмпшир на юге под управлением Мэйсона и Нью-Сомерсетшир (современный штат Мэн) на севере под управлением Горджеса. Остатки этого разделения сохраняются до сих пор в названии округа Сомерсет в штате Мэн. Горджес, однако, не смог колонизировать Нью-Сомерсетшир, и позже получил новый патент от Карла I, в котором снова была упомянута провинция Мэн, но уже без Нью-Гэмпшира. И вторая попытка Горджеса окончилась безрезультатно, но название «Мэн» для территории между реками Пискатака и Кеннебек сохранилось до наших дней и позже дало название штату.
Одним из первых английских исследователей побережья Мэна был Кристофер Ливетт, работавший на Горджеса. Получив королевский патент на 24 км² земли в районе современного Портленда, он построил там каменный дом и оставил в нём группу людей, а сам вернулся в Англию в 1623 году за дальнейшей финансовой поддержкой своего поселения. Само поселение получило название «Йорк», так как Ливетт родился в Йорке. Однако и это поселение прекратило своё существование, так как Ливетт никогда больше не вернулся в Мэн, а его люди покинули поселение и пропали без вести. Сам Ливетт снова пересёк Атлантику в 1630 году и встречался в Сейлеме с губернатором Массачусетской колонии Джоном Уинтропом, но умер на обратном пути.

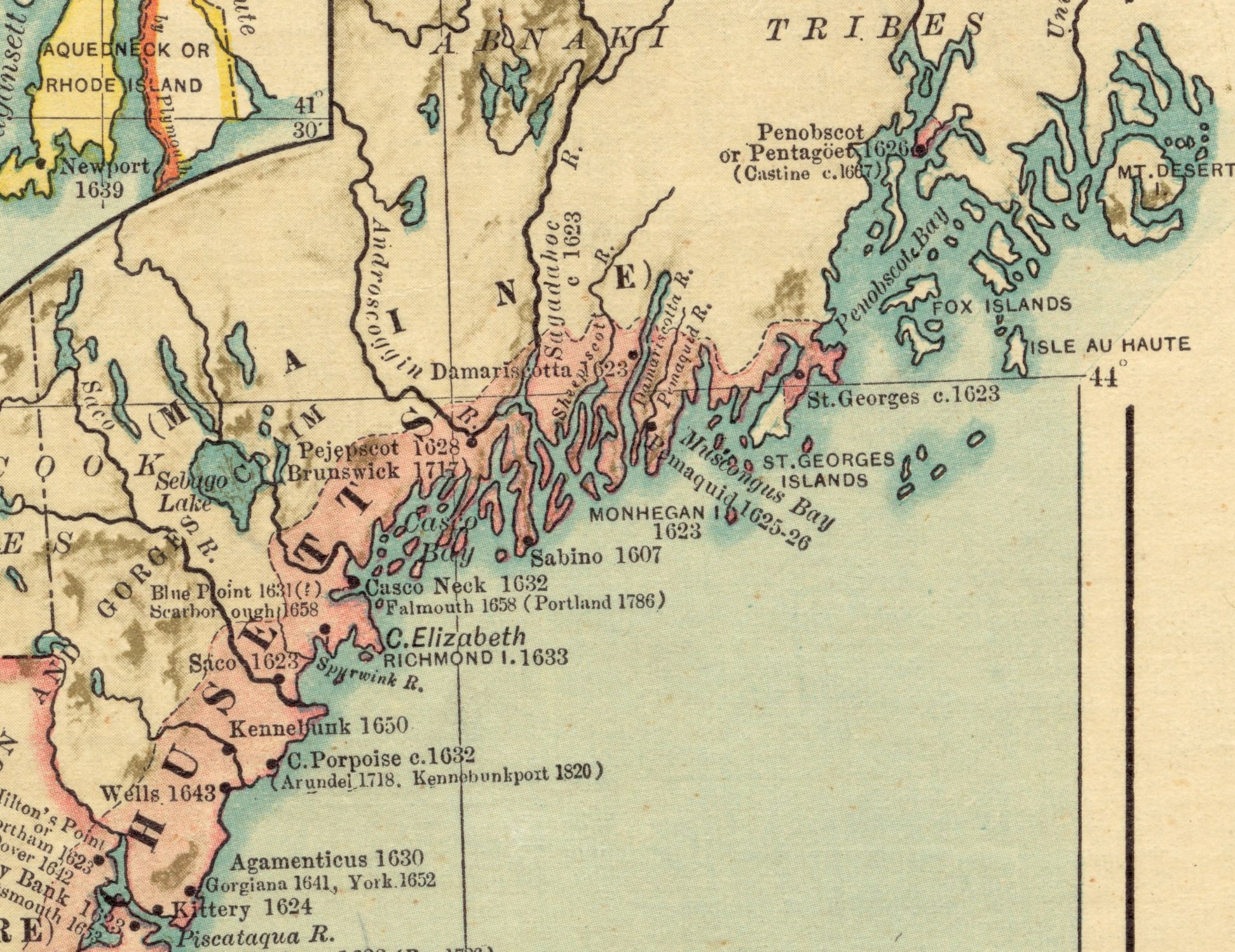
Мэн в 1660 году.

Часть современного Мэна к востоку от реки Кеннебек была в XVII веке известна под названиями Территория Сагадахок у англичан и Акадия у французов. В 1669 году эти земли и остаток провинции Мэн были объединены, и король Карл II выдал патент на них Якову, герцогу Йоркскому. По условиям патента, вся земля от реки Святого Лаврентия до Атлантического океана теперь стала графством Корнуолл и частью Нью-Йоркской провинции. Впервые территория будущего Мэна расширялась на север до реки Сент-Круа, тем самым объединяя всё побережье будущего штата в одну административную единицу (хотя пока и фиктивную).
В 1673 году, часть территории была отделена и создан просуществовавший короткое время округ Девоншир, а остаток был потерян в ходе войны короля Филипа в 1675 году, когда абенаки уничтожили английские поселения. В 1692 году вся провинция Мэн, от реки Сент-Круа до Пискатака, была включена в Провинцию Массачусетского залива под названием «Йоркшир». Об этом событии до сих пор напиоминает название округа Йорк.
В XVII и начале XVIII веков Мэн был ареной ожесточённого соперничества Франции и Англии. После поражения французской колонии Акадия в войне с французами и индейцами, территория к востоку от реки Пенобскот попала под формальное управление провинции Новая Шотландия и, вместе с современным Нью-Брансвиком составила графство Санбери с центром на острове Кампобелло.
В конце 1700-х годов несколько участков земли в Мэне, входившем тогда в Массачусетс, были проданы с аукциона. Два участка по 4000 км², один на юго-востоке Мэна и один на западе, были куплены богатым филадельфийским банкиром Уильямом Бингемом.

## Война с французами и индейцами
После поражения Французской колонии Акадия в войне с французами и индейцами (части глобальной борьбы между Францией и Британией, так же известной как Семилетняя война), территория от восточной части Пенобскота формально стала частью Новой Шотландии и, вместе с Нью-Брансуиком сформировали Графство Новой Шотландии.
В конце XVIII века, часть Мэна была продана в лотереи. 4000 км² — часть юго-востока штата и часть западного, были куплены банкиром из Филадельфии Уильямом Бингхамом. Эти земли стали известны как «Покупка Бингхама».

## Война за независимость
В 1775, британский флот уничтожил Портленд, оккупировал Истпорт и большую часть нижнего Мэна, а в 1779, захватил Кастин. Американский флот пытался вернуть город, но был уничтожен британским. Выжившие, вместе с Полом Ревиром,  скрылись в лесах. Британцы намеревались вырезать восточную часть Мэна и установить там свою провинцию «Новая Ирландия».
После заключения мира, Мэн был присоединён к Массачусетсу. Но договор между США и Британскими колониями был двусмысленным. Он гарантировал, что Мэн будет полем битвы в следующей войне.

## Война 1812 года
Во время войны, Мэн страдал больше, чем другие регионы Новой Англии. Британские армии и флот из близлежащей Новой Шотландии захватили и оккупировали восточное побережье от Мачиаса до Кастина. А Хампден и Бангор, были разграблены. Британские власти нарекли этот регион Новым Брунсвиком. Торговля провинции была прекращена... критическая ситуация для места, зависящего от морских путей. Претензия к «Новой Ирландии» была снижена в ходе Договора Грента, но уязвимость Мэна к зарубежным вторжениям и отсутствие защиты были важными факторами в послевоенный период.

## В статусе штата
Конституция Мэна была полностью одобрена всеми 210 делегатами в октябре 1819. Впоследствии она была одобрена Конгрессом 4 марта 1820 года, как часть Миссурийского компромисса, в котором свободные штаты Севера одобрили статус Миссури как рабовладельческого штата, а Мэна, как свободного.
Мэн получил статус штата 15 марта 1820, а его главой стал Уильям Кинг. Он был наёмником, кораблестроителем, офицером армии и политиком. В мае 1821 президент Джеймс Монро сделал его специальным министром по переговорам с Испанией.
Уильям Уиламсон стал первым президентом Сената Мэна. Когда Кинг в 1821 ушёл в отставку, Уиламсон автоматически занял его должность и стал вторым правителем Мэна. В этом же году он занял место в 17-й Палате Представителей, где пробыл до 1823. Бенджамин Амес был первым спикером Мэнской Палаты Представителей. После отставки Уильяма Уиламсона Амес служил третьим правителем Мэна примерно месяц, до тех пор пока Дэниел Роуз занял это место. Роуз пробыл правителем лишь 4 дня, его место занял Альбион Парис, прослуживший до 3 января 1827. Меньше чем за два года в Мэне сменилось пять губернаторов.

## Арустукская война
Отношения с Британскими колониями накалились к 1839, когда правитель Мэна Джон Фаирфилд, фактически объявил Британии войну, вторгшись в Нью-Брансуик. 4 полка ополчения штата были отправлены в Бангор. На этом началась так называемая Арустукская война.
Но, вскоре, спор был урегулирован вмешательством правительства. Государственный секретарь Дэниел Уэбстер приступил к пропаганде, которая убедила лидеров Мэна пойти на компромисс с Британией. В 1842 границы между странами были стабилизированы после договора, в ходе которого, большинство спорных территорий перешло к Мэну, а Британии была предоставлена важная связь между Канадой и провинцией Нью-Брансуик.
Во время войны в штате увеличилось производство лесозаготовки Бангор стал городом лесорубов в 1830-х. И со временем, он стал самым большим городом по лесозаготовке в мире. А территория штата расширилась в месте впадины реки Пенобскот.

## Индустриализация
В XIX веке долина реки Кеннибек стала транспортиром материала для строительства лесорубки, которая строилась в 20-30-х годах. В поисках сосен, лесорубы отправлялись глубоко в леса и им приходилось перебираться через водопады. Впоследствии лес через порты перевозился по всему миру.
Так как лесная индустрия нуждалась в транспортировке, судостроение стремительно развивалось в штате до начала 20 века.
В начале 20-х годов из Массачусетса в Мэн начали перевозить хлопчато-текстильные мельницы. Центральным местом этой индустрии стал город Льюистон. Мельницы находились на водопадах посреди ферм, изначально в них работали девушки-фермеры, а после Гражданской войны в мельницах стали работать эмигранты.
Другой важной индустрией в 19 веке была добыча гранита, сланца, кирпича и рыбы.
В начале XX века в штате стремительно стало развиваться бумажное производство и в 1960-х его назвали «бумажной плантацией».
Несмотря на индустриальное развитие, Мэн остаётся агрокультурным штатом и большая часть его населения проживает в деревнях

## Железные дороги
Первая железная дорога штата, Калиас Бранч, была открыта в 1832 году. Она была построена с целью транспортировки лесозаготовок. Вторая ж/д дорога была открыта в 1836 и соединяла Бангор с Олдтауном. Третья дорога начала свою работу в 1842, она соединяла Бостон с Портлендом, её протяжённость — 51 миля.

## Миграция из Мэна
Первое массовое переселение началось в 1816—1817 годах, причинами эмиграции были последствия Войны 1812-го, необычайно холодного лета и рост деревень на западе Аппалачей в Огайо.
В то время, как границы штата стали расти на запад, жители Мэна заинтересовались такими штатами, как Мичиган и Висконсин. Множество мигрантов переселялись в Миннесоту: три мэра Миннеаполиса были из Мэна.
Во время Золотой лихорадки в штате увеличилось производство кораблей, которые перевозили золотоискателей на другой конец страны.

## Движение за трезвость
Мэн был первым американским штатом, принявшим сухой закон, после того как соответствующий документ был подписан губернатором Хью Джонстоном Андерсоном в 1846 году после 20 лет антиалкогольной кампании, проводимой местными обществами трезвости. Одним из ведущих сторонников сухого закона был мэр Портленда Нил Доу, при поддержке которого был принят ещё один закон об алкогольных напитках, ставший известным как Закон штата Мэн. В 1884 году сторонникам трезвости удалось провести 26-ю поправку к конституции штата, запретившую все алкогольные напитки кроме сидра для производства и продажи. Несмотря на это соблюдение закона в целом было непоследовательным и в основном слабым, отличаясь от города к городу.
В 1919 году Конгресс США и 36 штатов приняли Восемнадцатую поправку, распространившую сухой закон на всю страну, но ее популярность быстро сошла на нет, что привело к ее отмене Двадцать первой поправкой в 1933 году. Мэн последовал этому примеру, приняв 54-ю поправку к своей конституции, которая отменила 22-ю в 1934 году.